# Espectroscòpia d'espín de muó
L'espectroscòpia d'espín de muó és una tècnica experimental que es basa en la implantació de muons d'espins polaritzats dins materials i en la mesura de la influència dels àtoms, molècules o xarxes cristal·lines en el moviment d'aquests espins. El moviment de l'espín del muó és causat pel camp magnètic experimentat per la partícula i, per tant, aquest moviment pot donar informació de l'estructura local d'on està el muó, de forma semblant a altres tècniques de ressonància magnètica com la ressonància paramagnètica electrònica (ESR o EPR en les sigles angleses) o, encara més semblant, la ressonància magnètica nuclear (NMR en les sigles angleses).

## Acrònim
Per analogia amb els acrònims de les tècniques espectroscòpiques que existien amb anterioritat, l'espectrosòpia d'espín de muó també és coneguda com a µSR, que vol dir rotació d'espín de muó (muon spin rotation en anglès), o relaxació, o ressonància, depenent respectivament de si el moviment de l'espín del muó és sobretot rotacional (més precisament, si és un moviment de precessió al voltant d'un camp magnètic estàtic), o una relaxació cap a una direcció d'equilibri, o una dinàmica més complexa determinada per la suma de polsos de radiofreqüència. La intenció a l'hora de crear aquest acrònim mnemònic era remarcar l'analogia amb ressonància magnètica nuclear i ESR. De forma més genèrica, l'abreviació fa referència a qualsevol estudi de les interaccions del moment magnètic del muó amb els seus voltants quan s'ha implantat a qualsevol tipus de material.

## Funcionament
La µSR és una tècnica experimental que s'usa a nivell atòmic, molecular i de matèria condensada i que usa mètodes de detecció nuclear. Encara que per a la tècnica de µSR s'usin partícules, no és una tècnica de difracció. Les dues característiques centrals són la naturalesa local al voltant del muó degut al rang efectiu d'interacció d'aquesta particular amb la resta, que és curt; i la finestra temporal característica (10−13 - 10−5 s) dels processos dinàmics dels àtoms, molècules o matèria condensada que es poden investigar usant aquesta tècnica. La tècnica més semblant a la µSR és l'«NMR polsat», en el qual s'observa la dependència temporal de la polarització nuclear transversal o també l'anomenat "deteriorament de la inducció lliure" de la polarització nuclear. Però una diferència essencial vé donada pel fet que en la µSR s'usa un espín que s'ha implantat al material de forma específica (el del muó) i, per tant, no depèn d'espins dels nuclis interns del material que s'estudia.
La tècnica de la µSR no requereix l'ús de mètodes de radiofreqüència per alinear l'espín que s'usa per estudiar el material, degut a les propietats pròpies dels muons. Una altra diferència amb altres tècniques vé donada pel fet que no existeix dispersió, com sí que és el cas en tècniques que usen neutrons o rajos X. Per exemple, les tècniques de difracció de neutrons usen els canvis en l'energia o en el moment del neutró que es difracta per deduir les propietats del material que s'investiga. En canvi, els muons que s'implanten dins un material no sofreixen cap difracció, sinó que es queden dins el material fins que eventualment es desintegren. Aleshores s'estudia el producte de la desintegració (que és un positró) i aquest dona informació sobre les interaccions que hi ha hagut entre el muó del qual procedeix i el material al qual s'havia implantat.
La tècnica de la µSR està basada en els descobriments que s'han fet prèviament en el camp de la física de partícules, com molts dels altres mètodes nuclears. Després del descobriment del muó per Seth Neddermeyer i Carl D. Anderson l'any 1936, el primers estudis de les seves propietats es varen poder realitzar usant rajos còsmics. De fet, els muons són el component predominant dels rajos còsmics quan aquests arriben a la superfície terrestre (després de travessar l'atmosfera), i cada minut un muó travessa un centímetre quadrat de la superfície terrestre. Però per a la µSR es necessiten fluxes de muons molt més grans amb 104-107 muons per segon per centímetre quadrat. Aquests fluxes només es poden aconseguir usant acceleradors de partícules d'altes energies que s'han desenvolupat en els últims 50 anys.

### Producció de muons
La col·lisió d'un raig de protons accelerats (energies típiques ronden els 600 MeV) contra els nuclis d'un material que s'usa com a objectiu produeix pions positius ({\displaystyle \pi ^{+}}) mitjançant les reaccions:
{\displaystyle {\begin{array}{lll}p+p&\rightarrow &p+n+\pi ^{+}\\p+n&\rightarrow &n+n+\pi ^{+}\\\end{array}}}
Els pions després es desintegren (vida mitjana {\displaystyle \tau _{\pi ^{+}}} = 26.03 ns) en muons positius ({\displaystyle \mu ^{+}}) degut a la força nuclear feble:
{\displaystyle \pi ^{+}\rightarrow \mu ^{+}+\nu _{\mu }.}
La violació de la paritat a les interaccions degudes a la força nuclear feble fa que només existeixin neutrins esquerra, que tenen el seu espín antiparal·lel al seu moment lineal (de forma semblant només existeixen anti-neutrins dreta en la natura). Ja que el pió no té espín, tant el neutrí com el {\displaystyle \mu ^{+}} apareixen amb els seus espins antiparal·lels al seu moment en el marc de referència del pió. Aquest és el fet central que permet aconseguir rajos de muons amb els espins polaritzats. Depenent del valor del moment dels pions, es poden aconseguir diferents tipus de rajos de {\displaystyle \mu ^{+}} per a fer experiments de µSR.

#### Raig d'altes energies
El primer tipus de raig de muons està format pels pions que escapen l'objectiu de producció a altes energies. Es recullen els que estan en un cert angle sòlid usant imants en configuració de quadrupol, i després es dirigeixen cap a un solenoide superconductor llarg subjecte a un camp magnètic de diversos tesles perquè es desintegrin. Si el moment dels pions no és molt alt, aleshores la majoria s'hauran desintegrat abans d'arribar al final del solenoide.
Al marc de referència del laboratori, la polarització d'un raig de muons d'altes energies està limitada al voltant del 80% i la seva energia és de l'ordre dels ~40-50MeV. Encara que un raig de tan altes energies requereixi l'ús de moderadors adequats i objectius suficientment gruixuts, garanteix una implantació homogènia dels muons dins el volum de l'objectiu. Aquests rajos també s'usen per estudiar espècimens dins de recipients, com per exemple dins cèl·lules de pressió.
Aquests rajos de muons existeixen al PSI, TRIUMF, J-PARC i RIKEN-RAL Arxivat 2002-06-10 a Wayback Machine..

#### Raig de superfície
El segon tipus de raig de muons se sol anomenar el raig de "superfície" o "Arizona" (en referència al treballs pioners de Pifer et al. a la Universitat d'Arizona). En aquest cas, els muons que s'usen provenen de pions que es desintegren estant en repòs dins (però pròxims a la superfície) del material de producció. El 100% d'aquests muons està polaritzat, són idealment monocromàtics i tenen un moment molt baix de 29.8 MeV/c que correspon a una energia cinètica de 4.1 MeV. A més, tenen un rang de profunditat dins la matèria de l'order de 180 mg/cm². Per tant, l'avantatge central d'aquest tipus de raig és el fet que es pot usar per a objectius relativament prims.
Aquests rajos de muons existeixen al PSI (Swiss Muon Source SµS), TRIUMF, J-PARC, ISIS i RIKEN-RAL Arxivat 2002-06-10 a Wayback Machine..

#### Raig de muons de baixes energies
Finalment, es poden obtenir rajos de muons d'energies encara més baixes (muons ultra lents amb energies en el rang eV-keV) reduint l'energia d'un raig d'Arizona usant moderadors com per exemple una capa prima d'un gas de van der Waals gelat sobre un substrat. El rang d'energies que es pot tunar correspon a profunditats d'implantació en sòlids de menys d'una nanometre fins a diversos centenars de nanometres. Per tant, fan possible l'estudi de les propietats magnètiques de materials com a funció de la distància a la superfície.
Per ara, l'única instal·lació amb capacitat de produir aquests rajos de manera freqüent és el PSI. Alguns desenvolupaments tècnics també han aparegut al RIKEN-RAL, però amb una freqüència reduïda de muons de baixes energies. S'està planejant el desenvolupament de rajos de muons de baixes energies i altes intensitats a J-PARC.

### Tipus diferents de fonts de muons:contínuesipolsades
Els rajos de muons no només es poden dividir segons la seva energia com s'ha fet a dalt, sinó que també es poden dividir segons l'estructura temporal de l'accelerador de partícules: continu o polsat.
Per a fonts de muons contínues no hi ha cap estructura temporal dominant. Seleccionant una freqüència apropiada de muons, els muons s'implanten a la mostra un a un. L'avantatge central d'aquest mètode és que la resolució temporal només queda determinada per la construcció del detector i l'electrònica de lectura. Aquests tipus de fonts tenen dues limitacions importants: (i) partícules carregades que no s'expulsen poden arribar accidentalment al detector i produir una font de soroll base aleatori que no es pot ignorar, causant que les mesures després d'un temps superior a unes quantes vegades la vida mitjana dels muons siguin poc acurats, ja que aleshores el soroll base és major al senyal; (ii) el requeriment de detectar muons un a un crea una freqüència màxima de detecció. El problema del soroll base es pot reduir usant deflectors electroestàtics per assegurar que no entra cap muó nou dins la mostra sense que el muó anterior s'hagi desintegrat. Les dues fonts contínues de muons per a fer experiments de µSR es troben al PSI i TRIUMF.
A les fonts de muons «polsades», els protons que es llancen a la mostra de producció s'agrupen de polsos curts, intensos i separats entre si, de manera que aquesta estructura temporal del raig de protons també apareix al raig de muons que es crea. Una avantatge de les fonts de muons polsades és que la freqüència de detecció només està limitada per la construcció dels detectors. A més, els detectors només estan actius després que el pols de muons hagi arribat, i així es redueix el soroll de base accidental. L'absència virtual de soroll fa que el rang temporal de mesures es pugui ampliar fins a deu vegadeóó la vida mitjana dels muons. El problema d'aquest tipus de fonts és el fet que la gruixa dels polsos de muons limita la resolució temporal. Les dues fonts polsades de muons per a fer experiments de µSR es troben a ISIS i J-PARC.

### La tècnica

#### Implantació dels muons
Els muons s'implanten dins la mostra d'interès i ràpidament perden energia. Afortunadament, aquest procés de desceleració ocorre de forma que no afecta les mesures posteriors de μSR. Per una banda, el procés és molt ràpid (molt més ràpid que els 100 ps), molt més que la finestra temporal típica dels experiments μSR (de fins a uns 20 μs). Per altra banda, els processos involucrats en la desceleració es basen en la interacció de Coulomb (la ionització dels àtoms, la difusió amb electrons i la captura d'electrons) i, per tant, no afecten l'espíns del muó i, per tant, el muó es termalitza sense la pèrdua de la polarització.
Els muons positius normalment acaben en posicions enmig de la xarxa cristal·lina. En la majoria de les mostres metàl·liques la càrrega positiva del muó queda tapada col·lectivament per un núvol d'electrons de conducció. Per tant, als metalls, el muó es troba en un estat diamagnètic i es comporta com un muó lliure. A aïllants elèctrics o semiconductors no pot existir una resposta col·lectiva dels electrons i, per tant, el muó normalment captura un electró i forma muoni (Mu=μ++e-), que té unes dimensions (radi de Bohr), una massa reduïda, i una energia d'ionització semblants a les de l'àtom d'hidrogen.

#### La detecció de la polarització del muó
La desintegració del muó positiu en un positró i dos neutrins ocorre mitjançant la interacció nuclear feble després d'una vida mitjana de 
τμ = 2.197034(21) μs:
{\displaystyle \mu ^{+}\rightarrow e^{+}+\nu _{e}+{\bar {\nu }}_{\mu }~.}
La violació de paritat a la interacció feble condueix en aquest cas complex (una desintegració de tres cossos) a una distribució anisotròpica de l'emissió del positró respecte a la direcció de l'espín del μ+ al moment de la desintegració. La probabilitat d'emissió del positró és 
{\displaystyle W(\theta )d\theta \propto (1+a\cos \theta )d\theta ~,}
on {\displaystyle \theta } és l'angle entre la trajectòria i l'espín del μ+, i {\displaystyle a} és el paràmetre de l'asimetria intrínseca determinat pel mecanisme de la desintegració feble. Aquesta emissió anisotròpica és la base de la tècnica del μSR.
del 
L'asimetria mitjana {\displaystyle A} es mesura a un conjunt estadístic de muons implantats i depèn de diversos paràmetres experimentals, com per exemple la polarització de l'espín del raig de muons {\displaystyle P_{\mu }}, pròxima a la unitat com ja s'ha discutit abans. Teòricament, s'obté {\displaystyle A} =1/3 si tots els positrons emesos es detecten amb la mateixa eficiència, independentment de la seva energia. A la pràctica se solen obtenir valors propers a {\displaystyle A} ≈ 0.25.
La moviment de l'espín del muó es pot mesurar en una escala temporal determinada per la desintegració del muó, és a dir, unes quantes vegades τμ, aproximadament 10 µs. L'asimetria en la desintegració del muó permet correlacionar les direccions de l'emissió del positró amb la de l'espín del muó. L'exemple més senzill és quan la direcció de l'espín de tots els muons és constant en el temps després de la implantació. En aquest cas, l'asimetria apareix com una diferència en el recompte de positrons a dos detectors equivalents situats davant i darrere la mostra en la direcció del raig de muons inicial. Cadascun d'aquests detectors mesura una taxa de desintegració exponencial com a funció del temps t que ha passat des de la implantació, donada per
{\displaystyle N_{\alpha }(t)=N_{0}\exp(-t/\tau _{\mu })(1+\alpha A)}
on {\displaystyle \alpha =\pm 1} pel detector mirant cap a o enfora de l'espín respectivament. Considerant que la gran polarització del muó no està en equilibri tèrmic, aleshores una relaxació dinàmica cap a l'equilibri representat per una estat no polaritzat apareix en la taxa de recomptes, com un factor addicional de desintegració davant el paràmetre experimental de simetria A. Un camp magnètic paral·lel a la direcció inicial de l'espín permet experimentar amb la taxa de relaxació dinàmica com a funció de l'energia de Zeeman del muó, sense introduir dinàmica extra dels espins. Aquest experiment concret s'anomena μSR de camp longitudinal (LF en les sigles angleses).
Un altre exemple senzill és quan tots els espins dels muons implantats processen de forma coherent al voltant del mateix camp magnètic de magnitud {\displaystyle B}, perpendicular a l'eix del raig de muons inicial, i que causa una diferència en el recompte que oscil·la a la freqüència de Larmor corresponent, {\displaystyle \omega }, obeint
{\displaystyle N_{\alpha }(t)=N_{0}\exp(-t/\tau _{\mu })(1+\alpha A\cos \omega t)}
Ja que la freqüència de Larmor és {\displaystyle \omega =\gamma _{\mu }B}, amb una fracció giromagnètica de {\displaystyle \gamma _{\mu }=4.5589\,10^{8}}(sT)−1, l'espectre de freqüències que s'obté amb aquest tipus d'experiment (normalment anomenat μSR de camp transversal) dona una mesura directa de la distribució d'intensitats del camp magnètic intern.

## Aplicacions
Els experiments de µSR solen usar muons positius. Són molt adequats per a estudiar camps magnètics a escala atòmica dins la matèria, com per exemple els produïts per diferents tipus de magnetisme i/o superconductivitat que es troben a compostos que existeixen a la naturalesa o que es produeixen artificialment a laboratoris moderns.
La profunditat de penetració de London és un dels paràmetres més importants que caracteritza un superconductor, ja que el seu invers quadrat és una mesura de la densitat ns de parells de Cooper. La dependència de ns en la temperatura i el camp magnètic indica directament la simetria del forat superconductor. L'espectroscòpia d'espín de muons és una forma de mesurar la profunditat de penetració i, per tant, s'ha usat per estudiar superconductors cuprate d'alta temperatura des del seu descobriment l'any 1986.
Altres camps importants d'aplicació del µSR usen el fet que els muons positius poden capturar electrons per formar àtoms de muoni que es comporten químicament com a isòtops lleugers de l'àtom d'hidrogen. Aquest fet permet l'estudi de l'efecte isòtop cinètic més gran conegut en algunes de les reaccions químiques més senzilles, com també dels estats inicials de formació de radicals a compostos orgànics. El muoni també s'estudia per a la seva analogia amb l'hidrogen a semiconductors, on l'hidrogen és una de les impureses més presents.

## Instal·lacions
Per usar la tècnica de la µSR es necessita un accelerador de partícules per a produir el raig de muons. Avui dia això només es pot fer a unes quantes instal·lacions en tot el món: la font CMMS contínua localitzada a TRIUMF a Vancouver al Canadà; la font SµS contínua al Paul Scherrer Institut (PSI) a Villigen a Suïssa; les fonts polsades ISIS i RIKEN-RAL al Rutherford Appleton Laboratory a Chilton al Regne Unit; i al J-PARC a Tokai al Japó on de fet s'està construint una font nova per substituir el KEK a Tsukuba també al Japó. També es poden obtenir rajos de muons al laboratory de problemes nuclears, Joint Institute for Nuclear Research (JINR) a Dubna, Rússia. Existeix la Societat Internacional per a l'Espectroscòpia µSR (ISMS en les sigles angleses) per a promocionar a nivell mundial els avenços en µSR. Qualsevol membre de la comunitat acadèmica, de laboratoris governamentals i de la indústria que comparteixi els objectius de la societat en pot ser membre gratuïtament.